# Medina (jeu)
Pour les articles homonymes, voir Medina.
Medina est un jeu de société créé par Stefan Dorra et édité par Hans im Glück en 2001.
Pouvant se jouer de 3 à 4 joueurs, à partir de 10 ans, il dure environ 60 minutes.
Il a été réédité avec des règles additionnelles en 2015 par Gigamic.

## Principe général
Les joueurs doivent reconstruire la ville fortifiée de Medina, en plein désert, et bâtir les palais les plus grands possibles afin d'y attirer des marchands.

## Règle du jeu

### Matériel
- 1 plateau de jeu représentant le plan de la ville de Medina
- 4 jetons tour
- 4 jetons palais
- 4 écrans (pour cacher les pièces des joueurs)
- 169 pièces de construction
  - 80 palais de 4 couleurs différentes
  - 16 toits de palais (4 par joueur)
  - 12 écuries
  - 25 marchands
  - 32 parties de la muraille
  - 4 tours

### Mise en place
- Le plan de jeu est posé sur la table avec une tour blanche sur chaque coin.
- Le joueur le plus jeune place un marchand sur le jeu à au moins une case d'écart par rapport aux remparts (futur emplacement des murs)
- Les joueurs placent derrière leur écran les différentes pièces qu'ils reçoivent.

### But du jeu
Créer et prendre possession des palais les plus riches possibles, en ayant exactement un palais de chaque couleur. Un palais est d'autant plus riche qu'il a de nombreuses pièces et bergeries, qu'il touche de nombreux murs d'enceinte et est entouré de marchands.

### Déroulement
À son tour, chaque joueur place deux de ses pièces sur le jeu. Tout au long de la partie, les joueurs placent les pièces qu'ils veulent où ils veulent en respectant quelques règles :

#### Les palais
- Un palais ne peut pas être contre un autre palais et donc ne peut toucher, ni par une arête, ni par un angle, un autre palais (il faut laisser des ruelles pour circuler dans la ville). Par contre, un palais peut longer les remparts.
- Quand aucun palais d'une couleur n'est commencé, le joueur peut commencer un nouveau palais de cette couleur où il le veut.
- Quand la construction d'un palais d'une couleur est commencée, il est interdit de commencer un autre palais de la même couleur. Un palais peut se terminer de deux façons :
  - lorsqu'un joueur en prend possession, en plaçant son dôme dessus.
  - lorsqu'aucun agrandissement n'est plus possible.

Un joueur peut participer à la construction d'un palais qui sera pris par un autre, volontairement ou pas...

#### Les dômes
Quand il le veut, mais à son tour, un joueur peut prendre possession d'un palais libre en y plaçant son dôme de couleur. Il n'y a pas de taille minimum ou maximum pour un palais. Chaque joueur pourra prendre possession de 4 palais, un de chaque couleur.
Une fois que le dôme est posé, le palais ne peut plus être agrandi. Mais on peut y adjoindre une ou plusieurs écuries.

#### Les écuries
Elles permettent d'agrandir un palais de n'importe quelle couleur, en cours de construction, terminé ou même déjà possédé. Une écurie doit toucher directement un palais et doit respecter le passage des ruelles.

#### Les murs
Les murs se placent sur les remparts à partir des tours.
Attention : il faut laisser une porte de chaque côté de la ville. En clair, les murs partant des deux tours ne peuvent se rejoindre.

#### Les marchands
Les marchands se mettent à la suite (en file indienne) du marchand mis au début du jeu, à un bout ou à l'autre de la file.

#### Les jetons
- Les jetons palais: le jeton palais revient au joueur qui détient le plus grand palais de la couleur.
- Les jetons tour: le jeton tour revient au joueur qui détient le dernier palais rattaché à la tour concernée par un mur continu.

### Fin de partie et vainqueur
La partie se termine quand tous les joueurs ont terminé de mettre leurs pièces.
Chaque joueur compte comme suit les points de chacun de ses quatre palais :
- chaque pièce du palais vaut 1 point;
- chaque étable adjacente au palais vaut 1 point;
- chaque mur adjacent à un palais, vaut 1 point;
- chaque marchand adjacent à un palais vaut 1 point.

Chaque joueur additionne les points de ses quatre palais, et y ajoute la valeur de ses jetons tours et palais.
Le joueur ayant le plus de points est le vainqueur. En cas d'égalité, il peut y avoir des vainqueurs ex-æquo.

## Récompenses
- Tric Trac d'or  2001